# 太白 (小惑星)
太白（たいはく、4407 Taihaku）は、小惑星帯にある小惑星である。
1988年10月、小石川正弘が仙台市天文台愛子観測所で発見した。

## 名称
仙台市太白区にちなむ。命名は1992年2月になされた。
太白区は仙台市域の南西部に位置する区で、1989年4月に仙台市が政令指定都市になった際に設けられた。太白区の名は区内にある太白山からとられている。
「太白」は金星を指す名のひとつである。太白星が地上に墜ちてできた山が太白山であるという伝承があり、小惑星の命名文にもこのことが紹介されている。
なお、同時に (4539) 宮城野も命名されている。